# Дэвид Андерхилл
Доктор Дэвид Андерхилл (англ. Dr. David Underhill) — эпизодический персонаж американского сериала «Теория Большого взрыва» (2007—2019). На протяжении ситкома он появляется только один раз в серии «Гипотеза подарка» (29-й эпизод (11-я серия второго сезона), вышедшей в эфир 15 декабря 2008 года. Она считается одной из самых известных и популярных в сериале. Роль красивого и обаятельного, но при этом гениального физика, у которого завязываются кратковременные отношения с Пенни, исполнил американский актёр Майкл Трукко.

## В сюжете
Шелдон Купер, Леонард Хофстедтер, Говард Воловиц и Раджеш Кутраппали знакомятся в университетской столовой с приглашённым учёным, гениальным физиком-экспериментатором Дэвидом Андерхиллом, являющегося привлекательным, высоким, атлетичным мужчиной. Своими исследованиями он впервые доказал существование галактической тёмной материи, опроверг опыты Леонарда, а также недавно получил премию Макартура для гениев. Он сам подошёл к столу друзей и попросил Леонарда сотрудничать с ним при проведении экспериментов. Первоначально тот был рад такому предложению, но начинал ревновать, когда новый знакомый стал встречаться с Пенни. В физическом отношении Дэвид является образцом мужчин с которыми у девушки часто возникают отношения, однако в отличие от её прошлых увлечений, у него высокий интеллект и глубокий интерес к науке. При этом он имеет ряд увлечений, которые отличают его и от её друзей-физиков: он занимается горнолыжным спортом, собирает ретро-мотоциклы, участвует в рок-группе, ходит в тренажёрный зал. 
Пенни сначала не могла поверить, что такой блестящий учёный обладает такими качествами: «Все физики, которых я знаю, бледные какие-то и замкнутые». Она с радостью отреагировала на его предложение сходить с ним в лабораторию, хотя ранее отказывалась, когда туда её приглашал Леонард. Её заинтересовал глубокий ум Дэвида и она даже назвала себя «королевой ботаников». Однако связь между Пенни и Андерхиллом быстро заканчивается разрывом, когда ей становится известно, что её новый знакомый женат. Леонард узнаёт об этом только тогда, когда приходит в квартиру Пенни, чтобы поговорить с ней об их собственных отношениях. 
Пенни: Дэйв не умнее тебя, он вообще идиот.

Леонард: Правда? Почему же?

Пенни: Потому что умный парень удалил бы сначала фотографии своей обнажённой жены с телефона прежде, чем делать обнажённые фотографии своей новой подружки.

Леонард: Он что, пытался сфотографировать тебя обнажённой?

Пенни: Это всё, что ты понял?! Он женат, понимаешь?
Леонард дарит Пенни детский набор для научных экспериментов, раз она «такая увлечённая наукой». Возможно, что кратковременные отношения с Дэвидом привели её к мысли, что она может связать свою судьбу с партнёром из числа учёных.